# مخزن داده ستون گسترده
یک مخزن داده ستون گسترده (یا ذخیره‌ساز رکورد قابل توسعه) نوعی از پایگاه داده نواس‌کیوال است. این ذخیره‌ساز از جداول، ردیف‌ها و ستون‌ها استفاده می‌کند، اما بر خلاف یک پایگاه داده رابطه‌ای، نام و قالب ستون‌ها می‌تواند از ردیفی به ردیف دیگر در همان جدول متفاوت باشد. یک مخزن داده با ستون گسترده را می‌توان به عنوان یک مخزن داده دو بعدی کلید-مقدار تفسیر کرد.

## مخزن‌های ستون گسترده در مقابل پایگاه‌های داده ستونی
مخازن داده ستون گسترده‌ای مانند بیگ تیبل و آپاچی کسندرا به معنای اصلی کلمه، مخازن داده ستونی نیستند، زیرا ساختارهای دو سطحی آنها از طرح‌بندی داده‌های ستونی استفاده نمی‌کنند. در مخازن داده ستونی واقعی، طرح‌بندی داده‌های ستونی اتخاذ می‌شود به طوری که هر ستون به‌طور جداگانه روی دیسک ذخیره می‌شود. مخازن داده ستون‌گسترده اغلب از مفهوم خانواده‌های ستونی که به‌طور جداگانه ذخیره می‌شوند پشتیبانی می‌کنند. با این حال، هر یک از این خانواده ستون‌ها معمولاً شامل چندین ستون است که با هم استفاده می‌شوند، مشابه جداول پایگاه داده رابطه ای سنتی. در یک خانواده ستون معین، همه داده‌ها به صورت ردیف به ردیف ذخیره می‌شوند، به طوری که ستون‌های یک ردیف معین با هم ذخیره می‌شوند، نه اینکه هر ستون جداگانه ذخیره شود.
مخازن داده ستون گسترده‌ای که از خانواده ستون‌ها پشتیبانی می‌کنند، به عنوان پایگاه‌داده خانواده ستون نیز شناخته می‌شوند.

## تاریخ
بیگ تیبل گوگل یکی از نمونه‌های اولیه یک مخزن داده ستون گسترده‌است.

## مخازن داده ستون گسترده قابل توجه
مخازن داده‌های ستون گسترده قابل توجه عبارتند از:
- آپاچی اکومولو
- آپاچی کاساندرا
- آپاچی اچ بیس
- بیگ تیبل
- دیتا استاکس انترپرایز
- دیتا استاکس آسترا دی بی
- هایپرتیبل
- جداول آژور
- اسکایلا (پایگاه داده)